# Bumba
|  | Per a altres significats, vegeu «Bumba (animal)». |

Bumba,també anomenat MBombo és el déu suprem en la mitologia bushongo a Kuba. És un esser gegant i blanc el qual va vomitar el sol, la lluna, la terra, les plantes, els animals, i en acabat la humanitat del no-res

## Història
La llegenda conta que, a l'inici Bumba estava sol a l'univers i l'obscuritat i l'aigua cobrien la Terra. Mbombo va començar a sentir un mal intens a l'estómac i va vomitar les estrel.les,el Sol i la Lluna. La calor del Sol va fer evaporar l'aigua de la Terra i es varen produir els núvols i,després les colines seques varen emergir de l'aigua.
Després, Bumba va tornar a regurgitar, aquest cop eixiren 9 animals:
- El lleopard, Koy Bumba
- L'àguila,Ponga Bumba
- El cocodril,Ganda Bumba
- El peix, Yo Bumba
- La tortuga, Kono Bumba
- La pantera, Tsetse Bumba
- La garsa blanca, Nyanyi Bumba
- L'escarabat
- I una cabra anomenada Budi
- Humans, un d'ells, anomenat, Loko Yima, blanc com Bumba.[1][2]

Aquestos animals varen crear a la resta de criatures. La garsa va crear les aus i el cocodril les serps i iguanes. La cabra, Budi, va produir tots els animals banyuts, l'escarabat tots els insectes i Yo Bumba, tots els peixos.
Tres dels fills de Mbombo van dir llavors que acabarien de crear el món. El primer a intentar-ho, Nyonye Ngana, va vomitar formigues blanques, però va morir després. Per honorar-lo, les formigues es van endinsar a la terra per buscar terra fosca que l'enterrés i van transformar les arenes ermes a la superfície terrestre. La segona, Chonganda, va crear la primera planta, que al seu torn va donar lloc a tots els arbres, herbes i flors. I Chedi Bumba, el tercer fill, va fer l'últim ocell, l'estel.
Tsetse Bumba va causar problemes a la terra, de manera que Mbombo la va perseguir cap al cel on es va convertir en el llampec. Això va deixar a la gent sense foc, de manera que Mbombo els va mostrar com fer-ho a partir dels arbres. Un cop la creació va ser completa i pacífica, Mbombo la va lliurar a la humanitat i es va retirar als cels, deixant a Loko Yima per servir com a "déu sobre la terra".
La dona de les aigües, Nchienge, vivia a l'Est, i el seu fill, Woto, es va convertir en el primer rei dels Kuba.